# Eris Glacier
Eris Glacier är en glaciär i Antarktis. Den ligger i Västantarktis. Argentina, Chile och Storbritannien gör anspråk på området. Eris Glacier ligger 164 meter över havet.
Terrängen runt Eris Glacier är varierad. Trakten är obefolkad. Det finns inga samhällen i närheten.